# Phyllonorycter cavella
Phyllonorycter cavella là một loài bướm đêm thuộc họ Gracillariidae. Nó được tìm thấy ở khắp châu Âu, except Ireland, bán đảo Iberia, the bán đảo Balkan và the Mediterranean Islands.
Ấu trùng ăn Betula pendula và Betula pubescens. Chúng ăn lá nơi chúng làm tổ. They create a relatively large, lower-surface tentiform mine. The epidermis is strongly folded. Pupation takes place withtrong mine in a white cocoon.
- bladmineerders.nl Lưu trữ ngày 24 tháng 8 năm 2012 tại Wayback Machine
- Fauna Europaea Lưu trữ ngày 22 tháng 6 năm 2011 tại Wayback Machine